# حوض شاه بايين
حوض شاه بايين (بالفارسية: حوض شاه پایین) هي قرية أفغانية في مقاطعة خواهان التابعة لولاية بدخشان الواقعة في شمال شرق أفغانستان.